# Zasilacz transformatorowy

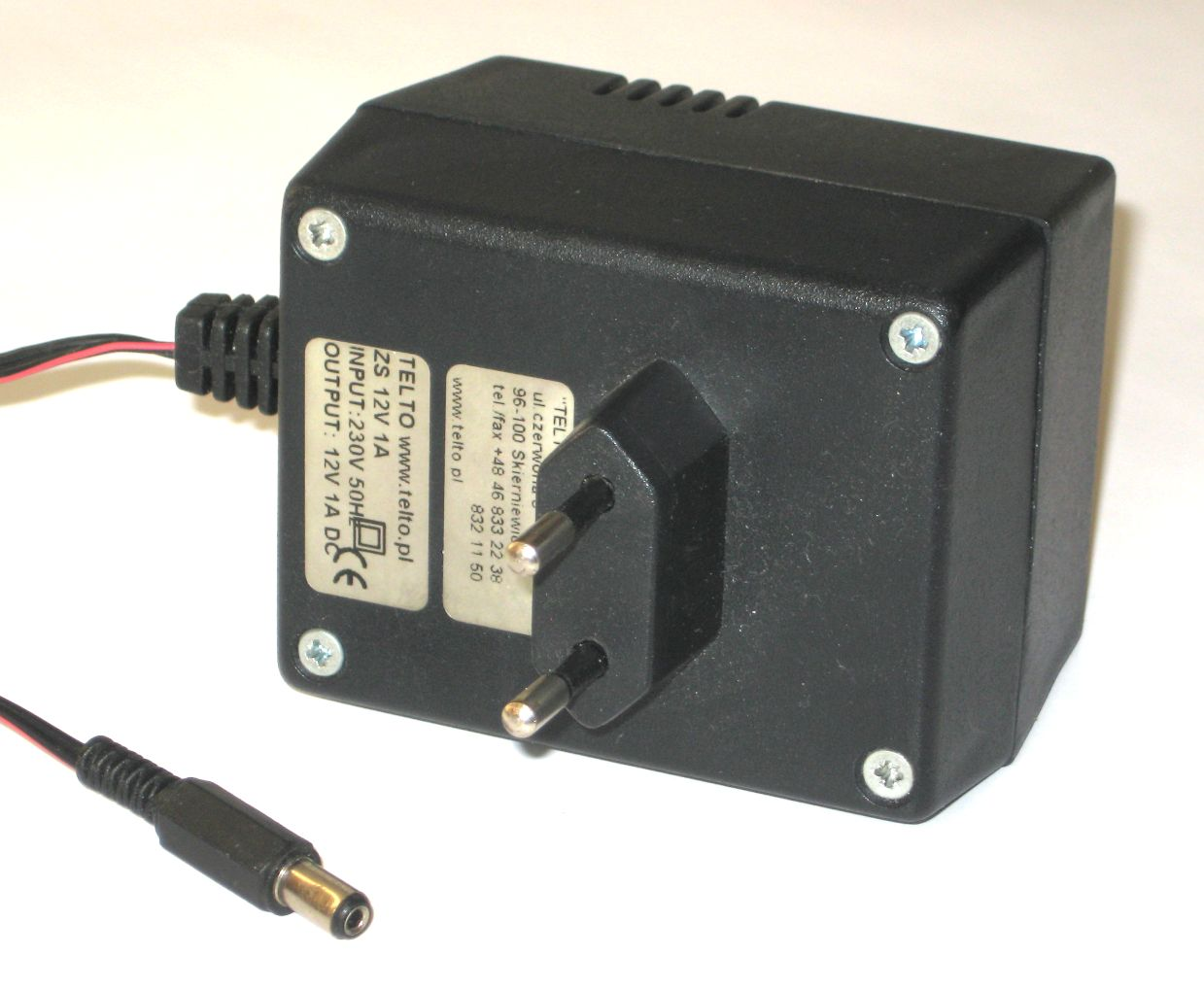
Zasilacz transformatorowy 12 V 1 A prądu stałego

Zasilacz transformatorowy (zasilacz liniowy) – zasilacz, w którym na wejściu zastosowano transformator transformujący wejściowe napięcie przemienne do takiej wartości, by (po wyprostowaniu i ewentualnej stabilizacji liniowej) na wyjściu zasilacza uzyskać żądane napięcie stałe. Zasilacze transformatorowe są zasilane z sieci elektroenergetycznej (najczęściej 230 V, 50 Hz) i służą zwykle do zasilania urządzeń o niskim napięciu.

## Budowa i zasada działania

Rys. 1. Schemat blokowy zasilacza transformatorowego

W konstrukcji zasilacza transformatorowego można wyróżnić trzy zasadnicze elementy (patrz rys. 1):
- transformator,
- układ prostująco-filtrujący,
- stabilizator napięcia (w prostszych zasilaczach może być pominięty).

Dobór tych elementów decyduje o parametrach wyjściowych zasilacza: napięciu, maksymalnym prądzie i poziomie tętnień.

### Transformator
Transformator służy do zmiany wartości napięcia wejściowego do wartości zbliżonej do wymaganej przez zasilane urządzenie. W zależności od przekładni transformatora (czyli stosunku ilości zwojów w uzwojeniu wtórnym do ilości zwojów w uzwojeniu pierwotnym), może on zmniejszać lub zwiększać wartość napięcia. Dodatkowo zastosowanie transformatora pozwala na separację galwaniczną zasilanego urządzenia od sieci elektroenergetycznej.
Dobierając transformator trzeba uwzględnić wiele czynników mających wpływ na pracę zasilacza, takich jak:
- wahania napięcia sieciowego 230 V w granicach ±10%,
- spadek napięcia na prostowniku i stabilizatorze,
- minimalną wartość napięcia potrzebnego do poprawnej pracy układu stabilizatora,
- straty napięcia wyjściowego wynikające z rezystancji wewnętrznej uzwojeń transformatora,
- wymaganą moc wyjściową zasilacza.

W przypadku gdy zasilacz ma dostarczać kilku różnych napięć, stosuje się transformatory z kilkoma uzwojeniami. Pociąga to za sobą konieczność użycia kilku prostowników, ale jednocześnie pozwala na zmniejszenie mocy transformatora oraz na separację obwodów dostarczających poszczególne napięcia.

### Prostownik i układ filtrujący

Rys. 2. Filtrowanie napięcia tętniącego. Kolor niebieski – przebieg napięcia wyjściowego prostownika, kolor czerwony – przebieg napięcia na kondensatorze filtrującym.

Napięcie przemienne z transformatora jest przetwarzane na napięcie stałe przy pomocy układu prostownika. Napięcie wyjściowe takiego prostownika ma przebieg tętniący (zobacz rys. 2). Równoległe dołączenie kondensatora filtrującego o odpowiedniej pojemności pozwala na znaczne zmniejszenie amplitudy tętnień. Im większa jest pojemność użytego kondensatora, tym napięcie wyjściowe ma przebieg bardziej zbliżony do przebiegu stałego.
W zależności od konstrukcji wyróżnia się dwa typy prostowników:
- Prostownik jednopołówkowy – składa się z pojedynczej diody prostowniczej. Energia dostarczana przez źródło wykorzystywana jest tylko przez pół okresu, więc nawet przy niedużych obciążeniach kondensator filtrujący jest mocno rozładowywany i na wyjściu pojawiają się duże tętnienia. Układ prostownika jednopołówkowego jest stosowany tylko przy małych obciążeniach i w wypadku, gdy nie mają znaczenia duże tętnienia napięcia wyjściowego[1].
- Prostownik dwupołówkowy mostkowy – wykorzystuje mostek Graetza. Dzięki temu, że energia źródła jest pobierana przez cały okres, napięcie wyjściowe charakteryzuje się w przybliżeniu dwukrotnie mniejszymi tętnieniami niż w układzie z prostownikiem jednopołówkowym[1]. Ze względu na to, że prąd płynie zawsze przez dwie diody połączone szeregowo, napięcie na kondensatorze filtrującym jest pomniejszone o podwójny spadek napięcia przewodzenia diody, co jest mniej korzystne niż w przypadku prostownika jednopołówkowego[1]. Jest to najczęściej stosowany typ prostownika.
- Czasami stosuje się prostownik dwupołówkowy z transformatorem z dzielonym uzwojeniem wtórnym (tzw. transformator z odczepem). Środkowy odczep uzwojenia wtórnego transformatora jest podłączony do masy układu. Dzięki wykorzystaniu tylko dwóch diod uzyskuje się mniejszy spadek napięcia niż w przypadku tradycyjnego prostownika dwupołówkowego. Moc oddawana przez każde z uzwojeń wtórnych transformatora może być dwa razy mniejsza niż dla układu mostkowego, lecz jest to okupione dwukrotnym zwiększeniem rezystancji wewnętrznej transformatora, a co za tym idzie większymi stratami napięcia na transformatorze. W związku z tym układ taki stosuje się tylko przy małych napięciach wyjściowych, dla których spadek napięcia na diodzie prostowniczej (ok. 0,7 V) jest wartością znaczną[1].

Kondensator filtrujący umieszczony na wyjściu układu prostownika dwupołówkowego wpływa na wielkość tętnień napięcia wyjściowego {\displaystyle U_{tpp},} zgodnie ze wzorem:
{\displaystyle U_{tpp}={\frac {I_{wy}}{2\cdot C\cdot f}}}
gdzie:
{\displaystyle I_{wy}} – prąd wyjściowy,
{\displaystyle C} – pojemność kondensatora filtrującego,
{\displaystyle f} – częstotliwość napięcia wejściowego (dla napięcia sieciowego 230 V w Polsce jest to 50 Hz).
Tak więc im większa pojemność kondensatora, tym tętnienia mniejsze. Po przekształceniu wzoru można otrzymać zależność na wartość pojemności kondensatora filtrującego przy zakładanych wartościach tętnień i prądu wyjściowego:
{\displaystyle C={\frac {I_{wy}}{2\cdot f\cdot U_{tpp}}}}
Jak widać, im większy prąd wyjściowy, tym większa powinna być pojemność kondensatora.
Przykład: napięcie tętnień ma wynosić 0,5 V przy prądzie wyjściowym równym 1,5 A, to obliczona wartość pojemności kondensatora filtrującego wyniesie C=30000 µF, co jest bardzo dużą wartością. W praktyce stosuje się o wiele mniejsze pojemności, godząc się z większymi tętnieniami.

### Stabilizator
Jeżeli pożądane jest zmniejszenie tętnień w napięciu wyjściowym, to w zasilaczu stosuje się odpowiednie układy stabilizatorów. Ich zadaniem jest utrzymywanie na wyjściu stałego napięcia niezależnie od obciążenia układu i wahań napięcia zasilającego. Stabilizator liniowy typowego zasilacza transformatorowego wymaga, by napięcie na wejściu stabilizatora było odpowiednio wyższe od napięcia wyjściowego. Ta minimalna (lub wyższa) różnica napięć wynika z konstrukcji stabilizatora i musi być zagwarantowana przez cały czas pracy układu, z uwzględnieniem cyklicznych zmian napięcia wejściowego spowodowanych przez tętnienia. Jednocześnie przez stabilizator płynie prawie cały prąd wyjściowy zasilacza. Iloczyn tego prądu i spadku napięcia na stabilizatorze jest mocą strat, powodującą wytwarzanie ciepła. By zabezpieczyć stabilizator przed przegrzaniem stosuje się radiatory.

## Podsumowanie
Podstawową zaletą zasilaczy transformatorowych jest prosta konstrukcja, składająca się tylko z kilku elementów. Do wad można zaliczyć:
- Duże rozmiary transformatora, wynikające z faktu, że zasilacze te pracują z napięciem o częstotliwości 50 Hz. Ma to wpływ na masę zasilacza – dla przykładu przy napięciu wyjściowym 16 V, na każdy amper prądu wyjściowego przypada około 0,5 kg masy[2].
- Straty mocy w stabilizatorze, który rozprasza pewną ilość mocy w postaci ciepła. Przy dużych prądach lub dużej różnicy napięć między wejściem a wyjściem stabilizatora (spotykanej zwłaszcza w zasilaczach regulowanych) wymagane są duże radiatory.
- Niska sprawność konwersji mocy – na poziomie 50%[2].

Ze względu na większą wydajność zasilaczy impulsowych oraz coraz bardziej ekologiczne wykorzystanie materiałów przez producentów, zasilacze transformatorowe są wycofywane z użycia i prawie nie montowane w nowych urządzeniach. Aktualnie żaden producent nie stosuje zasilaczy transformatorowych do zasilania komputerów lub ładowarek telefonów komórkowych. Zasilacze impulsowe są mniejsze gabarytowo i mają znacznie lepszą sprawność. Dawniej konstrukcje zasilaczy impulsowych uchodziły za skomplikowane i było to jedną z przyczyn dużego rozpowszechnienia zasilaczy transformatorowych, szczególnie w zastosowaniach amatorskich. Obecnie dostępne są wyspecjalizowane układy scalone przeznaczone do wykorzystania w zasilaczach impulsowych, ułatwiające ich projektowanie i ograniczające liczbę wymaganych elementów zewnętrznych do niezbędnego minimum. Niemniej, zasilacze transformatorowe są nadal chętnie wykorzystywane w prostych projektach amatorskich, ze względu na prostotę budowy i odporność na błędy konstrukcyjne. Ponadto w porównaniu z zasilaczami impulsowymi, zasilacze transformatorowe są w mniejszym stopniu źródłem zakłóceń elektromagnetycznych, zwłaszcza w obszarze wysokich częstotliwości. Ma to znaczenie w przypadku specjalistycznych zastosowań laboratoryjnych (zob. kompatybilność elektromagnetyczna).